# 松野孝一
松野 孝一（まつの こういち、1905年3月25日 - 1967年7月29日）は、日本の政治家、台湾総督府及び農林官僚。参議院議員（3期）。衆議院議員（1期）。

## 経歴
現在の大館市出身。菅原精一の二男に生まれ、能代港町（現能代市）の松野一也の養子となる。1927年高等文官試験行政科と司法科に合格。翌1928年に東京帝国大学法学部を卒業し、台湾総督府へ入庁。台北州海山郡守、台中州勧業課長、総督府米穀、農務、特産各課長、食糧部長、逓信部長を歴任の後、終戦で農林省へ転籍し開拓局第一部長、東京農地事務局長、仙台農地事務局長を務める。この間、1947年には請われて宮城県本吉郡入谷村（現南三陸町）村長に就任した。
その後、公職追放で弁護士となるも追放解除後の1952年の総選挙に改進党公認で秋田1区から出馬、当選。翌1953年の総選挙で落選。1958年の総選挙で鈴木一参院議員が衆院へ鞍替え出馬するのに伴い、その補欠選挙で自由民主党公認で出馬し5年ぶりに国政に復帰。1959年、1965年と再選を果たし、3期目途中の1967年7月29日、胃癌のため死去、62歳。死没日をもって勲二等瑞宝章追贈（勲四等からの昇叙）、正五位から正四位に叙される。参院時代は1961年から1年間参院法務委員長を務めると共に、第3次池田内閣では農林政務次官を歴任した。